# 安倍富忠
安倍 富忠（あべ の とみただ、生没年不詳）は、平安時代の武将。陸奥国奥六郡の北方を領した俘囚長。

## 略歴
前九年の役では初め頼時に従って陸奥守源頼義らと戦う。しかし、1057年（天喜5年）、頼義の「甘説」に応じ、鉇屋、仁土呂志、宇曾利の3地域（現在の下北半島周辺）の夷人を率いて頼時に叛旗を翻し頼義方に寝返る。7月、説得に赴いた頼時を仁土呂志辺で奇襲し、その折りの重傷が原因で頼時は没した。「甘説」の内容は不明であるが、安倍一族分断の策の一環として、地領安堵、安倍氏後継、論功行賞の保証などとする見解が主流である。しかし、富忠に対する実際の保証の履行・論功行賞・その後の動向消息については不明である。
工藤雅樹は、富忠を頼時や貞任などの直系の縁者ではなく、安倍氏の勢力が北方に伸びたことで勢力下に組み込まれた在地の族長であるとし、下北〜八戸が勢力圏であり、八戸市にある防御性集落遺跡の林の前遺跡がその本拠地であるとした。

## 登場作品
- 炎立つ (1993年-1994年、NHK大河ドラマ)、演 : 小田豊